# Liste der geschützten Landschaftsbestandteile im Landkreis Schweinfurt
Im Landkreis Schweinfurt gab es am 12. Januar 2023 insgesamt 17 ausgewiesene geschützte Landschaftsbestandteile.

## Geschützte Landschaftsbestandteile
| Schwappacher See mit Hainachswiesen                                    |  | 678.L.03 LB-01347 | Donnersdorf, Donnersdorf Flurnr. 1055, 1055/1, 1056–1058, 1079, 1080, 1084–1087; teilw. 1053, 1059, 1091, 1094, 1107, 1150 Karte: 1124666675 auf OpenStreetMap | ⊙ | 5,5  | 25. Feb. 1991 |
| Feuchtbiotop zum Seelein                                               |  | 678.L.01 LB-01345 | Donnersdorf, Falkenstein Flurnr. 217 Karte: 1124687142 auf OpenStreetMap | ⊙ | 0,25 | 29. März 1988 |
| Streuobstwiese am Graben                                               |  | 678.L.02 LB-01346 | Donnersdorf, Kleinrheinfeld Flurnr. 72, teilw. 67 Karte: 1052380371 auf OpenStreetMap | ⊙ | 1,2  | 25. Feb. 1991 |
| Sauerstücksee und Hirtenbachaue mit Umgebung                           |  | 678.L.17 LB-01225 | Grafenrheinfeld, Grafenrheinfeld Flurnr. 2010, 2011, 2056, 2057, 2057/1, 2058, 2059, 2061–2063, 2070–2073; teilw. 731/7, 860, 901, 2034, 2053, 2060 Karte: 1124747786 auf OpenStreetMap | ⊙ | 35   | 12. Feb. 2001 |
| Baggersee mit Flugsanddüne am Tännig                                   |  | 678.L.04 LB-01220 | Grafenrheinfeld, Grafenrheinfeld Teilfläche von Flurnr. 2034 Karte: 1124746987 auf OpenStreetMap | ⊙ | 10,5 | 7. Dez. 1992  |
| Feuchtwiese bei der Erlachquelle                                       |  | 678.L.05 LB-01348 | Kolitzheim, Gernach Teilfläche von Flurnr. 655 Karte: 1124802834 auf OpenStreetMap | ⊙ | 1,1  | 28. Okt. 1983 |
| Wärmeliebendes Gebüsch am Katzenzipfel                                 |  | 678.L.06 LB-01349 | Kolitzheim, Stammheim Flurnr. 273 Karte: 322224055 auf OpenStreetMap | ⊙ | 0,71 | 8. Sep. 1992  |
| Düttingsfelder Gemeindeteiche                                          |  | 678.L.09 LB-01352 | Oberschwarzach, Mutzenroth Flurnr. 263–265 Karte: 1124671873 auf OpenStreetMap | ⊙ | 2,47 | 7. Mai 1991   |
| Naßwiesen am Rothgrund und am Stöcklesschlag                           |  | 678.L.08 LB-01351 | Oberschwarzach, Siegendorf Naßwiese am Rothgrund: Flurnr. 120–124 Naßwiese am Stöcklesschlag: Flurnr. 140 Karte: 15269899 auf OpenStreetMap | ⊙ | 1,1  | 17. Nov. 1989 |
| Zwei Hecken an den Burgwegäckern                                       |  | 678.L.07 LB-01350 | Oberschwarzach, Wiebelsberg Teilfläche von Flurnr. 102 Karte: 1124707666 auf OpenStreetMap | ⊙ | 0,35 | 29. März 1988 |
| Kronunger Steinbruch                                                   |  | 678.L.10 LB-01353 | Poppenhausen, Kronungen Flurnr. 362–365, 367–369, 374–376, 380 Karte: 1124649888 auf OpenStreetMap | ⊙ | 4,5  | 31. Juli 1990 |
| Feuchtbiotop nördlich der Waldabteilung Kämmerleinsberg                |  | 678.L.11 LB-01354 | Röthlein, Heidenfeld Flurnr. 960 Karte: 1124763190 auf OpenStreetMap | ⊙ | 2,47 | 14. Sep. 1983 |
| Naßwiese am Kammerholz                                                 |  | 678.L.12 LB-01355 | Stadtlauringen, Birnfeld Flurnr. 660; teilw. 659, 710 Karte: 1124686893 auf OpenStreetMap | ⊙ | 0,45 | 4. Okt. 1988  |
| Halbtrockenrasen südöstlich von Sulzdorf                               |  | 678.L.13 LB-01356 | Stadtlauringen, Sulzdorf Flurnr. 433, 434; teilw. 430–432 Karte: 1064492855 auf OpenStreetMap | ⊙ | 0,8  | 27. Feb. 1987 |
| Pfeifengraswiese am Spiesheimer Weg                                    |  | 678.L.14 LB-01357 | Sulzheim, Sulzheim Flurnr. 219 Karte: 135481694 auf OpenStreetMap | ⊙ | 0,8  | 28. Apr. 1988 |
| Struthwiese                                                            |  | 678.L.15 LB-01358 | Üchtelhausen, Hesselbach Flurnr. 497, 497/1 Karte: 101600520 auf OpenStreetMap | ⊙ | 5,3  | 6. Juni 1988  |
| Streuobstwiesen im neuen Berg, im Stengigrangen und am Gumpertsbrunnen |  | 678.L.16 LB-01359 | Werneck, Zeuzleben Streuobstwiese im neuen Berg: Flurnr. 1469, 1523–1574, 1576, 1577; teilw. 1479 Streuobstwiese am Gumpertsbrunnen: Flurnr. 1504–1506 Streuobstwiese im Stengigrangen: Flurnr. 1500, 1579–1597, 1601, 1602, 1604–1608, 7621; teilw. 1481, 1484, 1603 Karte: 15270467 auf OpenStreetMap | ⊙ |      | 21. Mai 1990  |
| Legende für Geschützter Landschaftsbestandteil                         |  |                   | |   |      |               |